# الپین (کلرادو)
الپین، کلورادو (به انگلیسی: Alpine, Colorado) یک منطقهٔ مسکونی در ایالات متحده آمریکا است که در کلرادو واقع شده‌است.

## خصوصیات
الپین ۲٬۵۲۶ متر بالاتر از سطح دریا واقع شده‌است.